# El Puerto Lengua de Vaca
El Puerto Lengua de Vaca är en ort i Mexiko.   Den ligger i kommunen Villa de Allende och delstaten Mexiko, i den södra delen av landet, 110 km väster om huvudstaden Mexico City. El Puerto Lengua de Vaca ligger 2 876 meter över havet och antalet invånare är 179.
Terrängen runt El Puerto Lengua de Vaca är kuperad. Runt El Puerto Lengua de Vaca är det ganska tätbefolkat, med 144 invånare per kvadratkilometer. Närmaste större samhälle är Heróica Zitácuaro, 17,6 km väster om El Puerto Lengua de Vaca. I omgivningarna runt El Puerto Lengua de Vaca växer huvudsakligen savannskog.